# Louis-François Lejeune

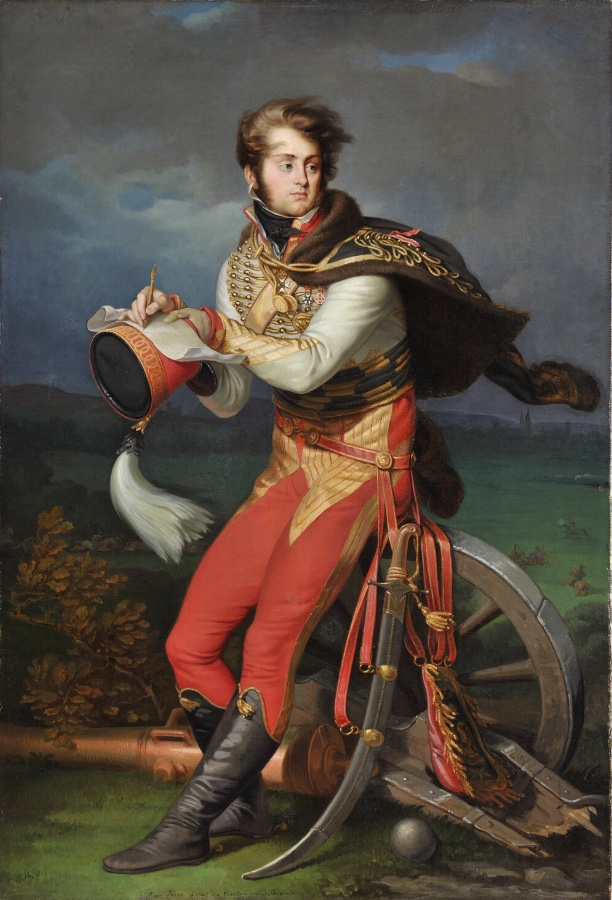
Louis-François Lejeune

Baron Louis-François Lejeune (* 3. Februar 1775 in Straßburg; † 29. Februar 1848 in Toulouse) war ein französischer Maler und General. In vielen seiner Gemälde stellte er Ereignisse der Feldzüge Napoleon Bonapartes dar, an denen er selbst in führender Position teilnahm. Er gilt als derjenige, der die Lithografie in Frankreich bekannt machte. In diesem Sinne ist er auch ein Wegbereiter so bedeutender Künstler wie Honoré Daumier und Henri de Toulouse-Lautrec.

## Jugend
Louis-François Lejeune wurde am 3. Februar 1775 in Straßburg im Elsass als Sohn eines Musikers geboren. Durch sein Elternhaus beeinflusst, neigte auch er den Künsten zu und begann in Paris zunächst eine Malerei-Ausbildung als Schüler von Pierre-Henri de Valenciennes (1750–1819). Im Alter von 17 Jahren schloss er sich 1792 jedoch als Kriegsfreiwilliger den französischen Revolutionstruppen an – und zwar in einer besonderen Einheit für Künstler (der Compagnie des Arts de Paris). In ihr erlebte der junge Lejeune im selben Jahr seine Feuertaufe bei der Kanonade von Valmy.

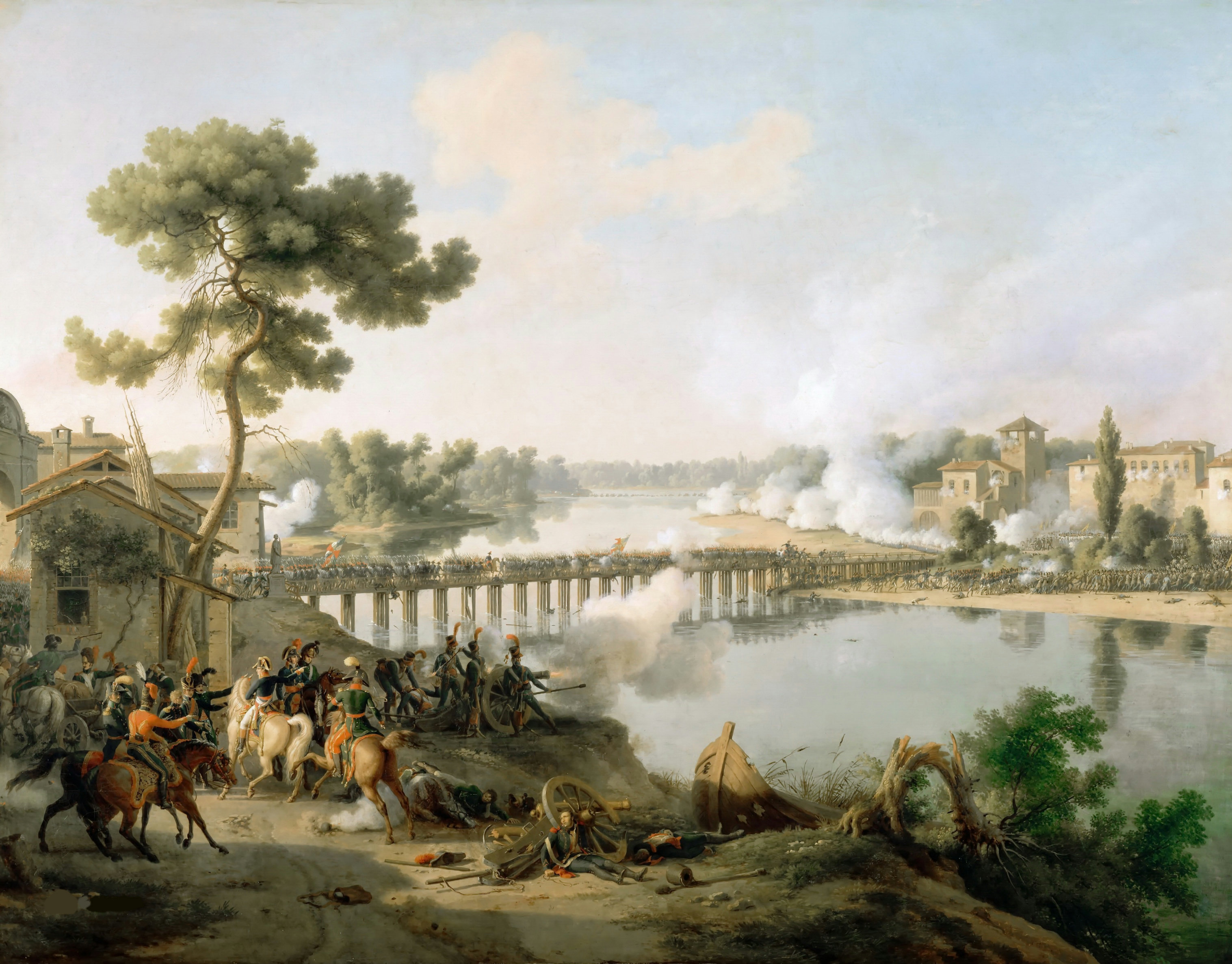
Gemälde „Schlacht von Lodi“ im Jahr 1796 von Louis-François Lejeune, entstanden 1804

## Laufbahn unter Napoléon
Lejeune entschied sich jetzt für eine militärische Laufbahn und trat als Unteroffizier in die renommierte königliche Artillerie-Schule (École Royale d'Artillerie) in La Fère ein. Nach Abschluss dieser Ausbildung nahm er 1794/1795 als Leutnant an den Feldzügen in den Österreichischen Niederlanden (dem heutigen Belgien) und den Vereinigten Niederlanden teil. 1796/1797 schloss er sich den Truppen Napoleon Bonapartes für den Italienfeldzug an und kämpfte unter anderem in der Schlacht von Lodi. Obwohl Lejeune in der Armee rasch Karriere machte, arbeitete er auch weiter erfolgreich als Maler. 1798 wurde er aufgrund seiner künstlerischen Fähigkeiten in die Militärbehörde für Kartografie (Dépôt de la Guerre) abkommandiert.
Im Jahr 1800 wurde Lejeune Adjutant von Generalstabschef Marschall Louis-Alexandre Berthier (bis 1812) und nahm die nächsten Jahre in dieser Position an fast allen Feldzügen Napoleon Bonapartes teil. So kämpfte er noch im selben Jahr im Zweiten Koalitionskrieg in der Schlacht bei Marengo und wurde zum Hauptmann befördert. Im Zuge des Dritten Koalitionskriegs erlebte er 1805 die Schlacht bei Austerlitz. Während Napoléons Feldzug auf der Iberischen Halbinsel war Lejeune unter anderem an der Schlacht von Somosierra und an den beiden Belagerungen von Saragossa 1808 und 1809 beteiligt. Er stieg zum Oberst auf und kämpfte im Fünften Koalitionskrieg unter anderem 1809 in der Schlacht bei Aspern.

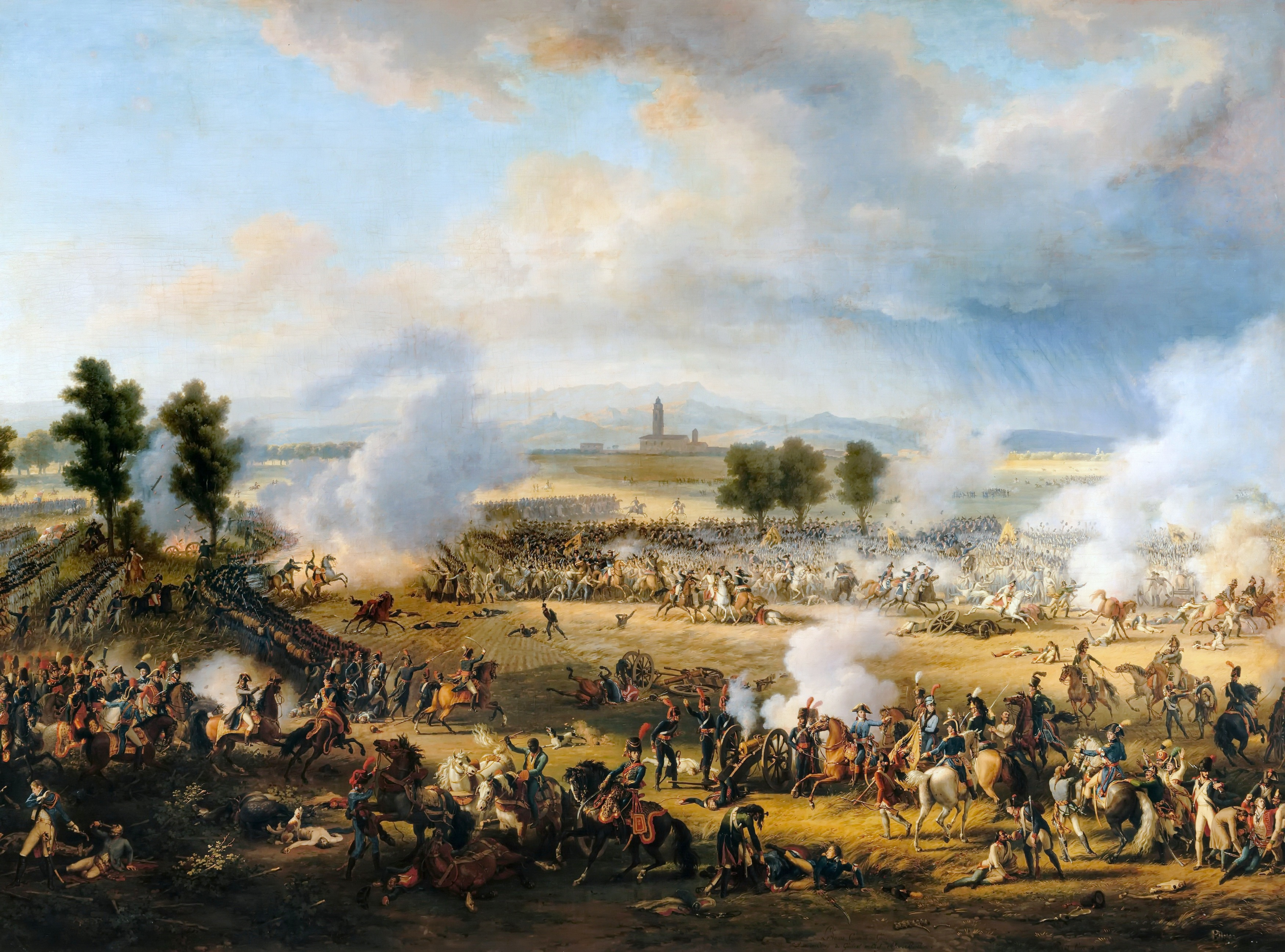
Gemälde „Schlacht bei Marengo“ im Jahr 1800, entstanden 1801

Lejeune wurde während dieser Feldzüge mehrfach verwundet und gefangen genommen. Wegen seiner Leistungen als Offizier und seiner Tapferkeit wurde er 1808 von Napoléon als Baron in den Adelsstand erhoben. Der Kaiser übertrug ihm Ländereien im früheren Kurfürstentum Hannover (1810 weitere im neu gegründeten Königreich Westphalen). Außerdem ernannte Napoléon ihn zum Ritter der französischen Ehrenlegion (1813 zum Offizier). Der Kaiser schätzte Lejeune auch als Maler und gab bei ihm einige Gemälde in Auftrag. Außerdem ließ er von ihm einige Uniformen der kaiserlichen Armee entwerfen. Für einen kurzen Zeitraum wurde Lejeune in der Verwaltung der neu eroberten Illyrischen Provinzen des französischen Kaiserreichs eingesetzt.
1812 wurde Baron Louis-François Lejeune zum Brigadegeneral befördert und war während Napoléons Russlandfeldzug Stabschef von Marschall Louis-Nicolas Davout. In dieser Funktion erlebte er unter anderem die Schlacht von Borodino. Im russischen Winter erlitt er schwere Erfrierungen im Gesicht und verließ deswegen während des französischen Rückzugs aus Russland seinen Posten. Daraufhin wurde er auf Befehl Napoléons für kurze Zeit in Arrest genommen, aber bereits im März 1813 wieder freigelassen. Der General wurde Stabschef von Marschall Nicolas Charles Oudinot und zeichnete sich während der folgenden Kämpfe in Deutschland erneut durch Geschick und Tapferkeit aus – so in der Schlacht bei Großgörschen und in der Schlacht bei Dennewitz, in der er Oudinots Truppen vor der Vernichtung bewahrte und deren Rückzug deckte. Weil Lejeune während dieses Feldzuges erneut zweimal verwundet wurde, durfte er den Dienst in der Armee im November 1813 quittieren.

## Karriere unter den Bourbonen
Nach der Entmachtung Napoléons und während der Restauration unter dem Bourbonen-König Ludwig XVIII. trat Baron Louis-François Lejeune 1818 wieder in die französische Armee ein und diente dort bis 1824. Auch unter der neuen Regentschaft war er hoch angesehen. So wurde er im Jahr 1823 vom König zum Ritter des Ordre royal et militaire de Saint-Louis ernannt und zum Kommandeur der französischen Ehrenlegion befördert.
Am 2. September 1821 heiratete er Marie Adèle Amable Clary, eine Schwester des Generals Marius Clary. 1831 wurde ihm der Posten des Kommandanten im südfranzösischen Département Haute-Garonne mit Sitz in Toulouse übertragen. Im Jahr 1837 wurde er Direktor der Schule für Bildende Künste (École des beaux-arts et de l'industrie) in Toulouse. 1841 übernahm er das Amt des Bürgermeisters der Stadt. Am 29. Februar 1848 ist Baron Louis-François Lejeune im Alter von 73 Jahren in Toulouse an einem Herzinfarkt gestorben.

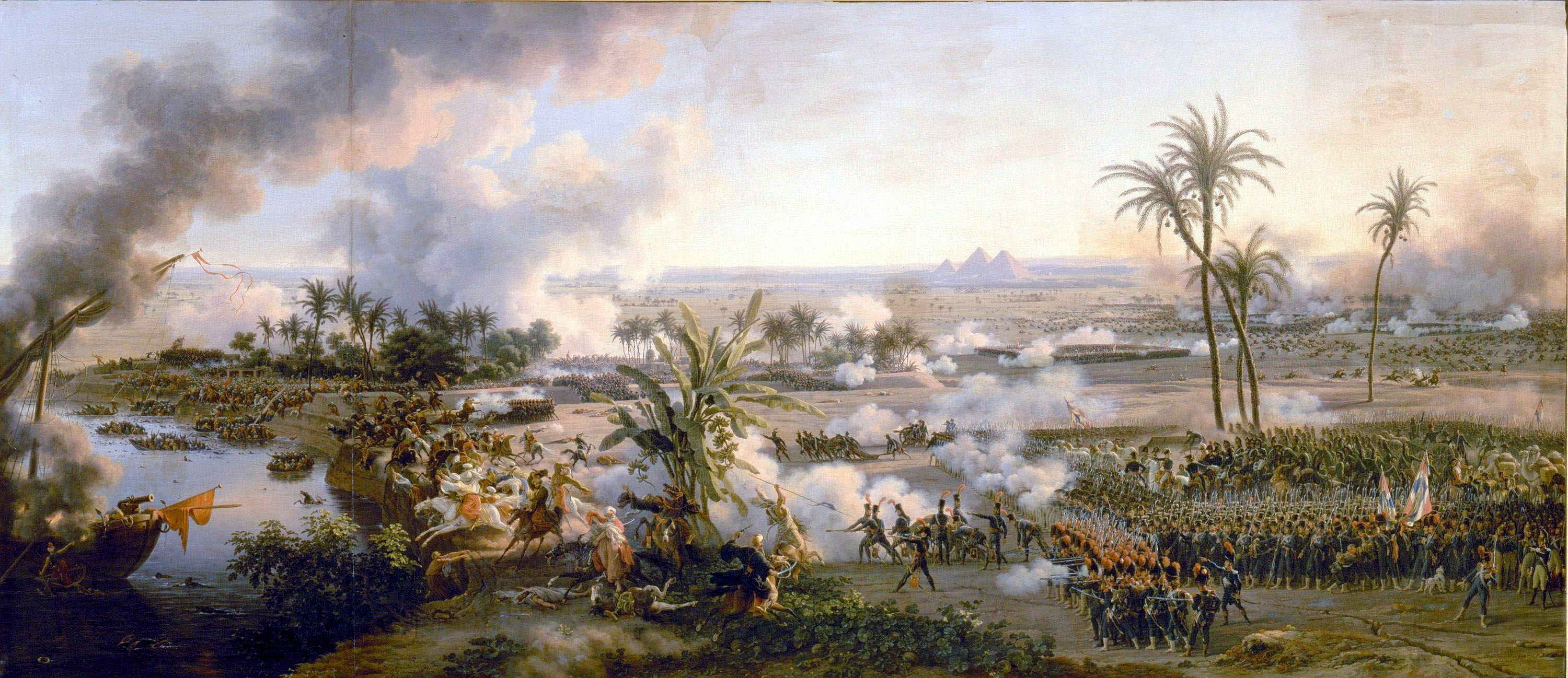
Gemälde „Schlacht bei den Pyramiden“ im Jahr 1798 von Louis-François Lejeune, entstanden 1808

## Künstlerisches Werk
Louis-François Lejeune begann schon in jungen Jahren zu malen und trat zunächst in Paris als Schüler von Pierre-Henri de Valenciennes eine Malerei-Ausbildung an. Auch als er sich zu einer militärischen Laufbahn entschloss, blieb seine Neigung zur Malerei bestehen. Das Hauptthema seiner Werke wurden die Schlachten der napoleonischen Feldzüge, an denen er zu einem bedeutenden Teil auch selbst teilnahm. So hat er unter anderem in den berühmten Schlachten von Lodi (1796), Marengo (1800) und Austerlitz (1805) mitgekämpft und Szenen daraus später in Ölgemälden festgehalten. Das besondere an Lejeunes Werk ist somit, dass er an vielen von ihm dargestellten Schlachten selbst teilgenommen hat und die Darstellungen insofern authentisch sind.
Entsprechend ist sein Malstil dadurch geprägt, dass er das Geschehen sehr detailreich und wirklichkeitsgetreu darstellt. Auf seinen Ölgemälden sind oft nicht allein die eigentlichen Kämpfe in vielen Einzelheiten abgebildet, sondern auch Ereignisse am Rande. Die Ölgemälde sind durchgängig in kräftigen Farben gehalten, wodurch ein fast freundlicher und optimistischer Gesamteindruck entsteht. In der Tat dienen Lejeunes Werke meist dazu, die Feldzüge und vor allem Siege Napoléons zu verherrlichen. Die französischen Truppen werden vorwiegend so dargestellt, dass sie vorwärts drängen und sich selbst über hartnäckige Feinde hinwegsetzen. Verwundete oder tote Soldaten sind nur in Einzelfällen abgebildet. In vielen Bildern wird Napoléon als souveräner Feldherr dargestellt, der den ruhenden Pol im bunten Geschehen bildet. Nicht zuletzt deshalb schätzte dieser Lejeune nicht nur als Offizier, sondern auch als Maler und gab bei ihm einige Gemälde in Auftrag.
Wenngleich Louis-François Lejeune also ein klassischer Vertreter der verklärenden Historienmalerei war, zeigte er doch für Neuerungen in der Kunst aufgeschlossen. So besuchte er 1806 bei einem Aufenthalt in München auch die Werkstatt von Alois Senefelder, dem Erfinder der Lithografie. Lejeune war von dem neuen Verfahren so beeindruckt, dass er noch vor Ort selbst die Zeichnung eines Kosaken auf einem Pferd anfertigte und davon hundert Drucke anfertigen ließ. Eines davon soll auch Napoléon überbracht worden sein, der angeblich sehr beeindruckt war. Zumindest gilt Lejeune als Wegbereiter der Lithografie in Frankreich.
Von einigen Gemälden Lejeunes wurden auch Kupferstiche angefertigt (etwa von Jacques Joseph Coiny und Edme Bovinet) und in größeren Auflagen verbreitet. Außerdem entwarf Lejeune im Auftrag Napoléons einige Uniformen der kaiserlichen Armee. Darüber hinaus war er als Autor sehr erfolgreich, denn seine Memoiren erzielten hohe Verkaufszahlen und wurden in mehreren Auflagen und Übersetzungen gedruckt. Sie werden sogar noch heute in einer englischsprachigen Übersetzung als Nachdruck vermarktet.

## Galerie weiterer Gemälde

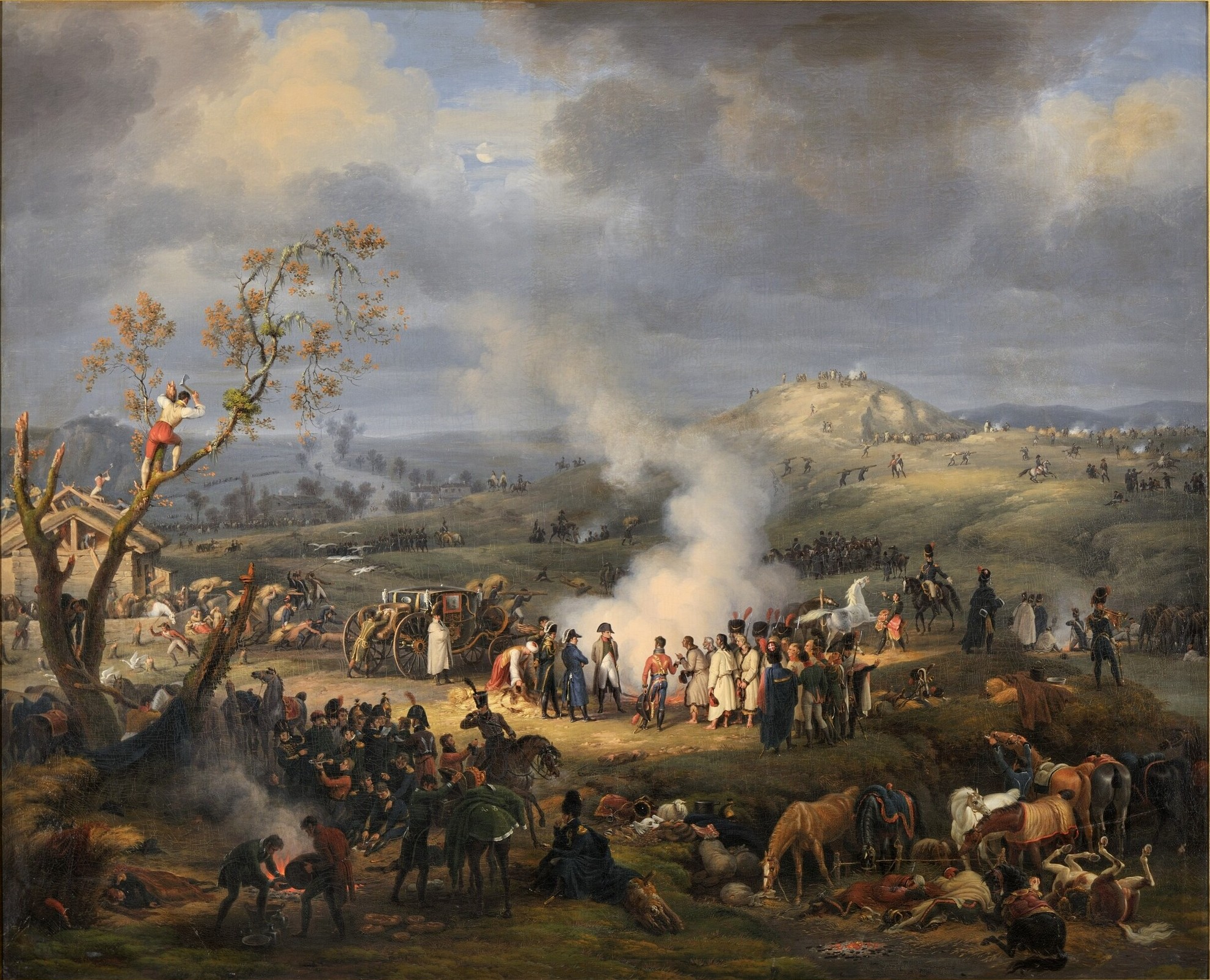
Gemälde „Schlacht bei Austerlitz“ im Jahr 1805 von Louis-François Lejeune, entstanden 1808
„Schlacht bei Somosierra“ 1808, entstanden 1810
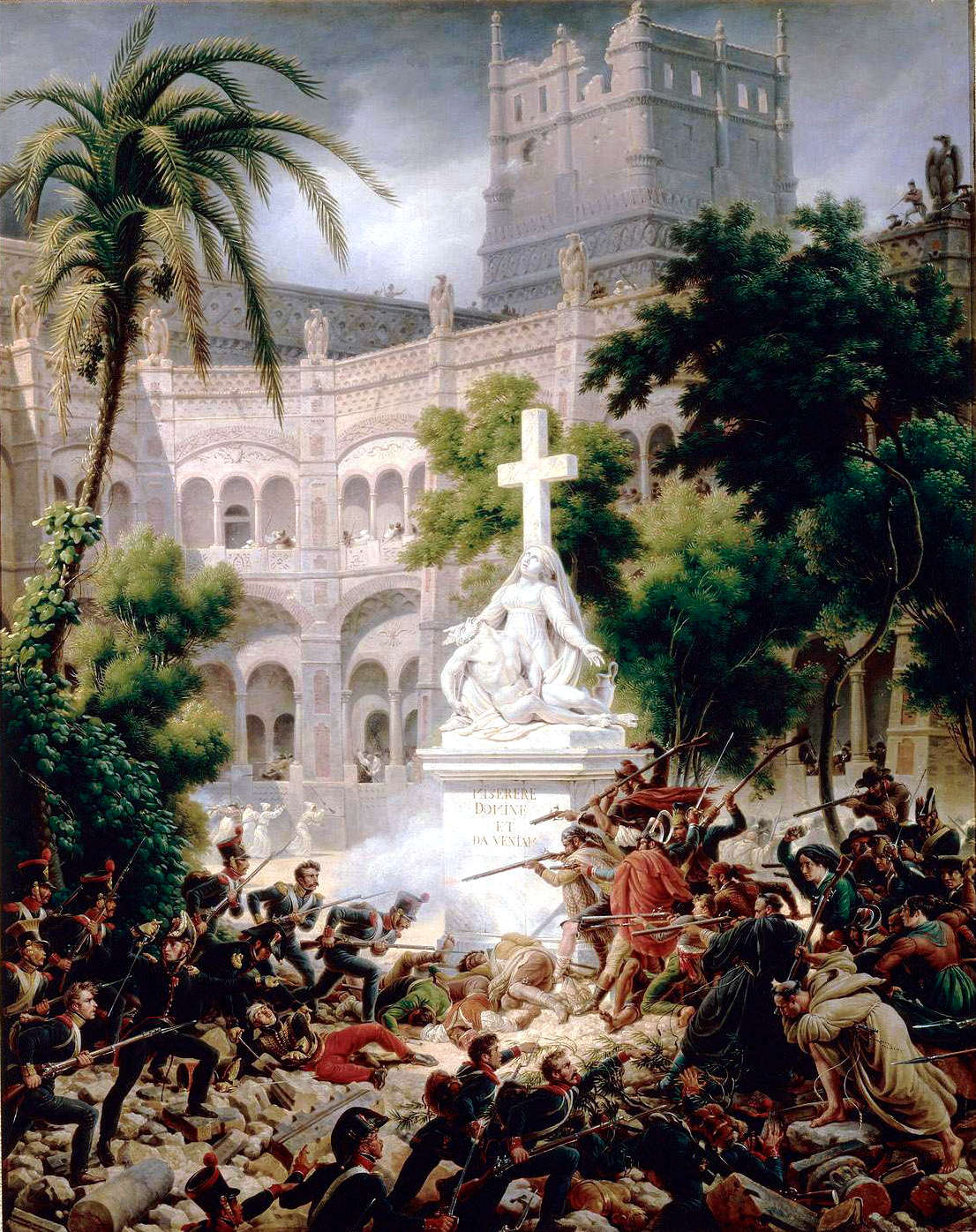
„Episode der Belagerung von Saragossa – Sturmangriff auf das Kloster San Engrassia“ 1809, entstanden 1810
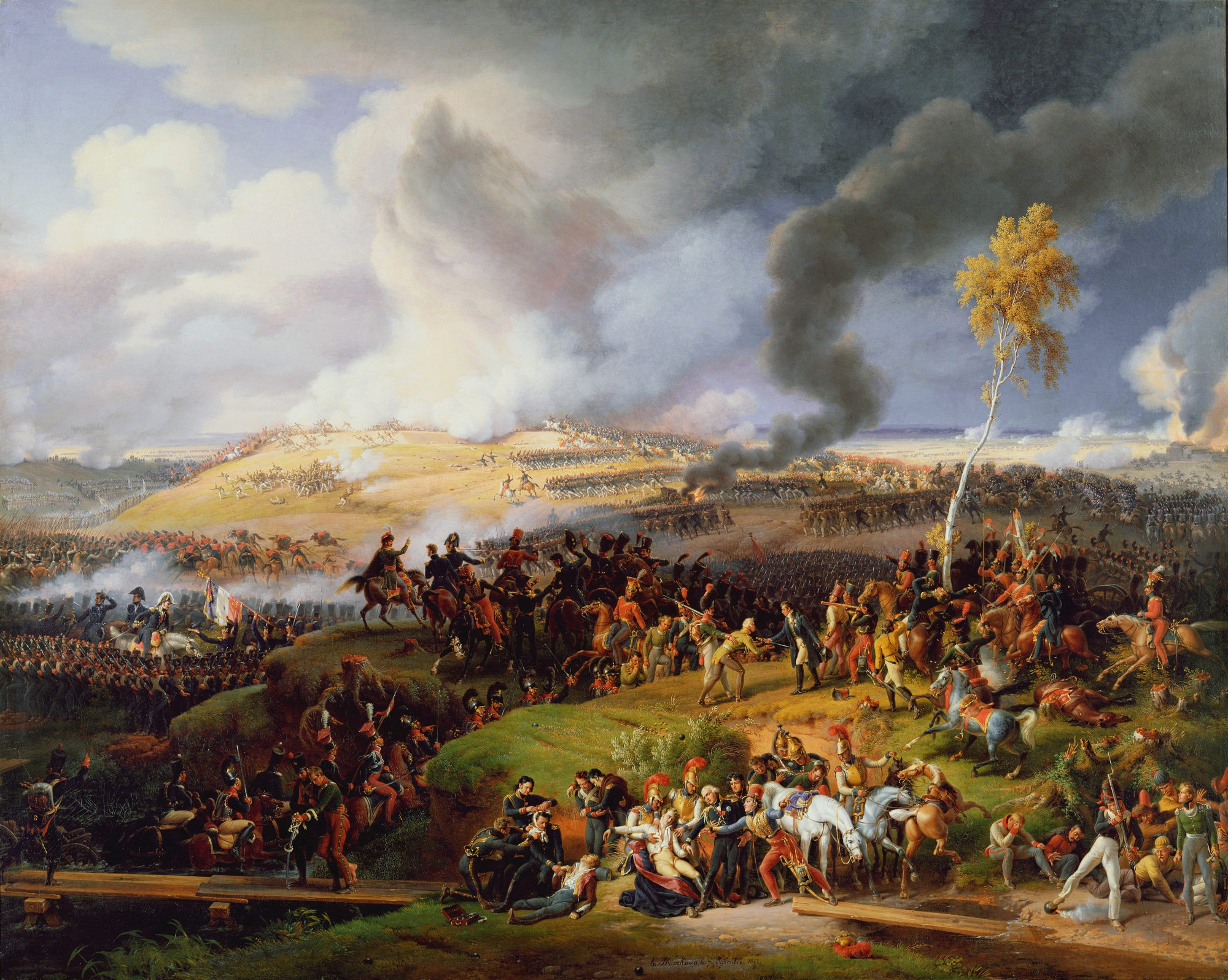
„Schlacht bei Borodino“ 1812, entstanden 1822
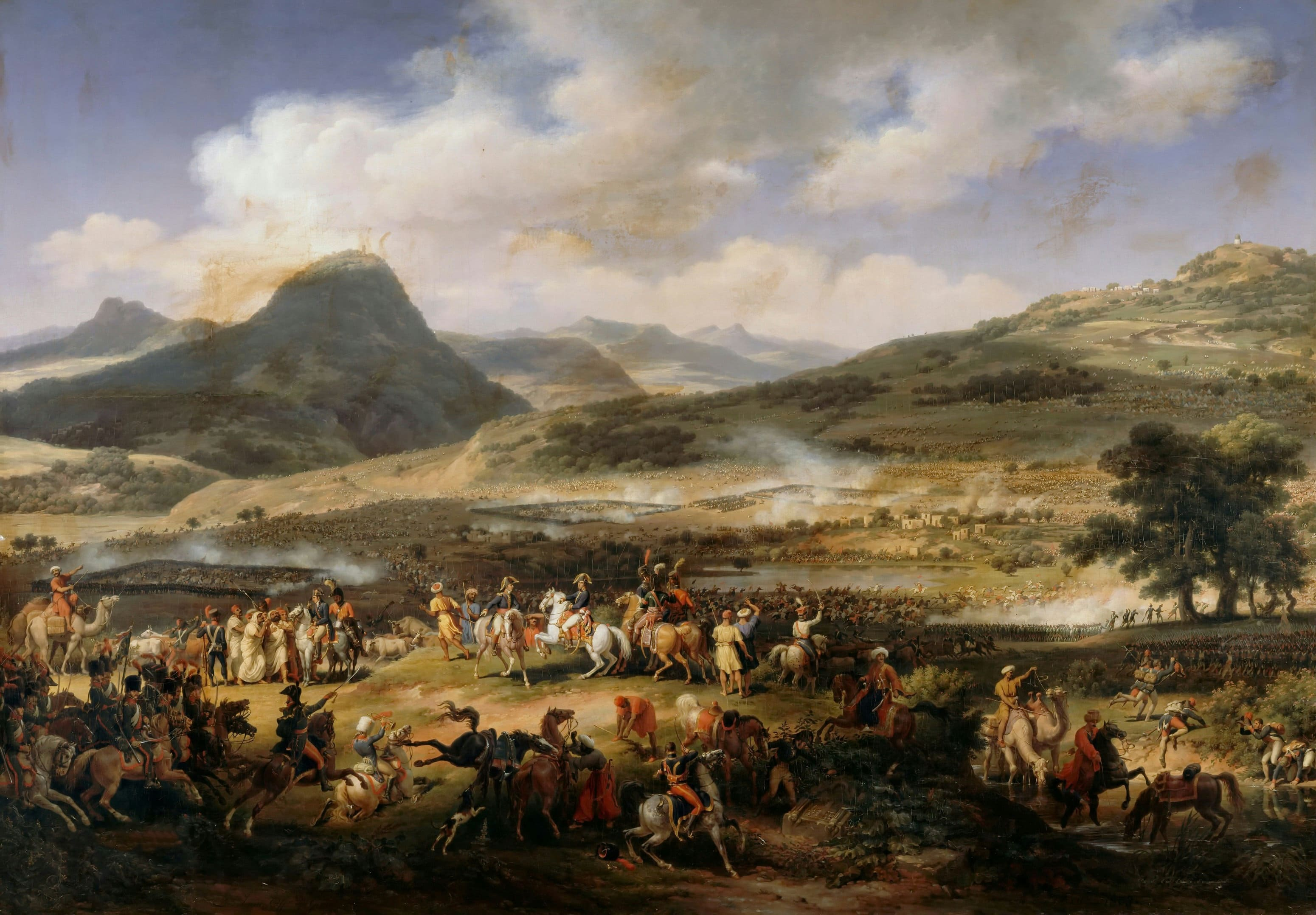
„Schlacht am Berg Tabor“ 1799, entstanden 1804

## Auszeichnungen
- 1808: Ritter der französischen Ehrenlegion
- 1810: Komtur des österreichisch-kaiserlichen Leopold-Ordens
- 1813: Offizier der französischen Ehrenlegion
- 1823: Kommandeur der französischen Ehrenlegion
- 1823: Komtur des Militär-Max-Joseph-Ordens
- 1824: Großkreuz des schwedischen Schwertordens
- 1841: Großoffizier der französischen Ehrenlegion
- 1814: Ritter des Ordre royal et militaire de Saint-Louis
- außerdem ist Lejeunes Name am Triumphbogen in Paris in der 19. Spalte eingetragen.

## Kurioses
Louis-François Lejeune ist die zentrale Figur des historischen Romans Die Schlacht (franz.: La Bataille) des französischen Schriftstellers Patrick Rambaud aus dem Jahr 1997 (deutsche Ausgabe: 2000). In dem wirklichkeitsnahen und weitgehend an den historischen Fakten orientierten Werk erlebt der Oberst Lejeune die Schlacht bei Aspern im Jahr 1809 mit. Als Verbindungsoffizier im Generalstab dient die Figur in dem Roman dazu, zwischen den einzelnen Orten des Geschehens zu wechseln und die einzelnen Handlungsebenen miteinander zu verzahnen. Der Roman wurde unter anderem mit dem renommierten französischen Literaturpreis Prix Goncourt ausgezeichnet.